# Krajowa Rada Kobiet Polskich
Krajowa Rada Kobiet Polskich (KRKP) - organizacja powołana przez Ogólnopolski Komitet Frontu Jedności Narodu w 1966 r. Była organem nadzorującym wszystkie kobiety zrzeszone w Lidze Kobiet, związkach zawodowych, kółkach rolniczych i spółdzielczych. 
Jej celem było m.in. ułatwienie wspódziałania i utrzymaniu jedności ruchu wśród organizacji kobiecych w Polsce po reformie ograniczającej kompetencje Ligi Kobiet w 1966 r a także "reprezentowanie organizacji kobiecych i koordynowanie ich działalności, określanie kierunków pracy ruchu kobiecego i inicjowanie działań sprzyjających aktywizacji zawodowej i społecznej kobiet".
Rada była członkiem Międzynarodowej federacji demokratycznej kobiet.